# Drosophila pereirai
Drosophila pereirai este o specie de muște din genul Drosophila, familia Drosophilidae, descrisă de Takada, Momma și Hiroshi Shima în anul 1973. Conform Catalogue of Life specia Drosophila pereirai nu are subspecii cunoscute.